# Aphonopelma anitahoffmannae
Aphonopelma anitahoffmannae is een spinnensoort in de taxonomische indeling van de vogelspinnen (Theraphosidae).
Het dier behoort tot het geslacht Aphonopelma. De wetenschappelijke naam van de soort werd voor het eerst geldig gepubliceerd in 2005 door Locht et al..